# خط طول 120° غرب
خط طول 120° غرب هو أحد خطوط الطول الجغرافية، والتي تمتد من القطب الشمالي الجغرافي إلى القطب الجنوبي الجغرافي، وحسب التحويل الزمني يتأخر خط طول 120° غرب عن خط غرينتش بـ8 ساعات و0 دقائق.

## من القطب إلى القطب
ينطلق خط طول 120° غرب من القطب الشمالي نحو القطب الجنوبي مرورا بالمناطق التي ترد في الجدول التالي:
| الإحداثيات                           | البلد أو الإقليم أو البحر  | ملاحظات |
| ------------------------------------ | -------------------------- | --- |
| 90°0′N 120°0′W / 90.000°N 120.000°W  | المحيط المتجمد الشمالي     | |
| 77°1′N 120°0′W / 77.017°N 120.000°W  | كندا                       | الأقاليم الشمالية الغربية — جزيرة الأمير باتريك |
| 75°50′N 120°0′W / 75.833°N 120.000°W | مضيق مكلور [لغات أخرى]‏     | |
| 74°17′N 120°0′W / 74.283°N 120.000°W | كندا                       | الأقاليم الشمالية الغربية — جزيرة بانكس |
| 72°14′N 120°0′W / 72.233°N 120.000°W | مضيق أمير ويلز [لغات أخرى]‏ | |
| 71°32′N 120°0′W / 71.533°N 120.000°W | خليج أموندسن               | |
| 69°21′N 120°0′W / 69.350°N 120.000°W | كندا                       | نونافوت الأقاليم الشمالية الغربية — مرورا عبر بحيرة الدب العظيم حدود كولومبيا البريطانية / ألبرتا — من 60°0′N 120°0′W / 60.000°N 120.000°W كولومبيا البريطانية — من Intersection Mountain في 53°48′N 120°0′W / 53.800°N 120.000°W; عند هذه النقطة يلتقي خط الزوال بالقسم القاري, و وتتحول الحدود مع ألبرتا إلى الجنوب الشرقي |
| 49°0′N 120°0′W / 49.000°N 120.000°W  | الولايات المتحدة           | واشنطن (ولاية) أوريغون — من 45°49′N 120°0′W / 45.817°N 120.000°W حدود كاليفورنيا / نيفادا (تقريبًا) — من 42°0′N 120°0′W / 42.000°N 120.000°W كاليفورنيا — من 39°0′N 120°0′W / 39.000°N 120.000°W عبر ساوث ليك تاهو وشرق ماديرا                                                                                                |
| 34°27′N 120°0′W / 34.450°N 120.000°W | المحيط الهادئ              | Santa Barbara Channel |
| 33°59′N 120°0′W / 33.983°N 120.000°W | الولايات المتحدة           | كاليفورنيا — جزيرة سانتا روزا |
| 33°57′N 120°0′W / 33.950°N 120.000°W | المحيط الهادئ              | |
| 60°0′S 120°0′W / 60.000°S 120.000°W  | المحيط الجنوبي             | |
| 73°44′S 120°0′W / 73.733°S 120.000°W | القارة القطبية الجنوبية    | المطالب الإقليمية بالقارة القطبية الجنوبية |